# Paelaid
Paelaid est une île d'Estonie. Elle est administrée par le comté de Saare.